# Center for Public Integrity
O The Center for Public Integrity (CPI; Centro de Integridade Pública) é uma organização não governamental sem fins lucrativos de jornalismo de investigação norte-americana cuja missão afirma ser a "revelação de abusos de poder, corrupção e incumprimento do dever por parte de instituições poderosas públicas e privadas de modo a que atuem com honestidade, integridade, responsabilidade e a colocar acima de tudo o interesse público".
Com mais de 50 colaboradores, a CPI é um dos maiores centros de investigação apartidários e sem fins lucrativos dos Estados Unidos.
Em 1997, a CPI lançou o Consórcio Internacional de Jornalistas Investigativos (ICIJ), uma rede internacional que engloba 165 jornalistas de investigação em mais de 65 países. O seu website publica o The Global Muckraker. O consórcio investiga temas como crime internacional, corrupção e responsabilidade governativa.
Em 2014 foi laureada com o Prémio Pulitzer de Reportagem Investigativa